# Patience (album de Peter Hammill)
Pour les articles homonymes, voir Patience (homonymie).
Albums de Peter Hammill
Enter K
(1982) Loops and Reels
(1983)
Patience est le douzième album de Peter Hammill, sorti en 1983.

## Liste des titres
1. Labour of Love
2. Film Noir
3. Just Good Friends
4. Jeunesse Doree
5. Traintime
6. Now More than Ever
7. Comfortable?
8. Patient